# Swartzia panacoco
Swartzia panacoco är en ärtväxtart som först beskrevs av Jean Baptiste Christophe Fusée Aublet, och fick sitt nu gällande namn av John Macqueen Cowan. Swartzia panacoco ingår i släktet Swartzia och familjen ärtväxter. IUCN kategoriserar arten globalt som livskraftig.

## Underarter
Arten delas in i följande underarter:
- S. p. altsonii
- S. p. cardonae
- S. p. kamarangensis
- S. p. panacoco
- S. p. polyanthera
- S. p. sagotii
- S. p. sandwithiana
- S. p. tepuiensis